# Antonina maritima
Antonina maritima är en insektsart som beskrevs av Ramakrishna Ayyar 1919. Antonina maritima ingår i släktet Antonina och familjen ullsköldlöss. Inga underarter finns listade i Catalogue of Life.